# Жалкамис
Жалками́с (каз. Жалқамыс) — село у складі Талгарського району Алматинської області Казахстану. Входить до складу Кайнарського сільського округу.
Населення — 1639 осіб (2021; 1381 у 2009, 1002 у 1999, 770 у 1989).